# Zopiclona
Zopiclona (DCI; nomes comerciais: Somnosan, Imovane, entre outros) é um medicamento hipnótico utilizado para induzir e manter o sono. Pertence à classe dos não benzodiazepínicos, similar aos benzodiazepínicos, porém com menor potencial de causar dependência.